# Moïse et les Tables de la Loi
Moïse et les Tables de la Loi est un tableau de Philippe de Champaigne réalisé en 1663 et conservé au Musée de Picardie à Amiens.

## Historique
Ce tableau représente une scène célèbre de l'Ancien Testament dans lequel Moïse, après la sortie des hébreux d'Egypte, reçoit de Dieu les Dix commandements, alors qu’il conduit le peuple hébreux vers la Terre promise.
Philippe de Champaigne a peint cette toile alors qu'il était au service de la reine Marie de Médicis et du cardinal de Richelieu. Il fut l’un des principaux peintres français du XVIIe siècle, tant dans l'art du portrait que dans la peinture religieuse. Il fut proche de Port-Royal et des jansénistes.  
Il avait déjà peint, en 1648, un premier portrait de Moïse présentant les Tables de la Loi qui est conservé au Milwaukee Art Museum.
Le tableau est entré dans les collections du Musée de Picardie par un don d’Alexis Marie François de Boutray, en 1922.

## Caractéristiques
Moïse, le crâne éclairé par des cornes de lumière, est peint en buste derrière un parapet sur lequel sont posées les Tables de la Loi maintenues de son bras gauche, la main au sommet des Tables brandissant une baguette. Le prophète est richement vêtu d'une tunique bleue et d'un riche manteau où la dorure domine. Il regarde le spectateur et de l'index de sa main droite le texte des Dix Commandements gravé. À l'arrière plan on devine un ciel crépusculaire chargé de nuages dans un paysage montagneux sans doute s'agit-il du mont Sinaï. 
Cette toile, empreinte de sobriété et de retenue, allie la noblesse de l’homme à la majesté divine. Le doigt de Moïse montre le premier commandement qui enjoint de ne pas faire d’idole ni aucune figure pour les adorer. 
Cette œuvre est celle d'un peintre formé à l'école flamande, mais qui incarne ici l'équilibre et la mesure voire un certain académisme bien français.